# Wielka Brytania na Zimowych Igrzyskach Olimpijskich 2014
Wielka Brytania na Zimowych Igrzyskach Olimpijskich 2014 – kadra sportowców reprezentujących Wielką Brytanię na igrzyskach w 2014 roku w Soczi. Kadra liczyła 56 sportowców.
| Medal  | Zawodnik                                                                  | Sport        | Wydarzenie        | Data      |
| ------ | ------------------------------------------------------------------------- | ------------ | ----------------- | --------- |
| złoto  | Elizabeth Yarnold                                                         | skeleton     | Ślizg kobiet      | 14 lutego |
| srebro | David Murdoch Greg Drummond Scott Andrews Michael Goodfellow Tom Brewster | curling      | Turniej mężczyzn  | 21 lutego |
| brąz   | Jenny Jones                                                               | snowboarding | Slopestyle kobiet | 9 lutego  |
| brąz   | Eve Muirhead Anna Sloan Vicki Adams Claire Hamilton Lauren Gray           | curling      | Turniej kobiet    | 20 lutego |
| brąz   | John James Jackson Bruce Tasker Stuart Benson Joel Fearon                 | bobsleje     | czwórki mężczyzn  | 23 lutego |

## Skład reprezentacji

### Biathlon

#### Mężczyźni
- Lee-Steve Jackson

| Konkurencja       | Zawodnik          | Czas    | Strzelanie | Miejsce |
| ----------------- | ----------------- | ------- | ---------- | ------- |
| Sprint            | Lee-Steve Jackson | 27:07.5 | 0+1        | 67.     |
| Bieg pościgowy    | Lee-Steve Jackson | -       | -          | -       |
| Bieg indywidualny | Lee-Steve Jackson | 54:11.3 | 0+0+0+1    | 42.     |
| Bieg masowy       | Lee-Steve Jackson | -       | -          | -       |

#### Kobiety
- Amanda Lightfoot

| Konkurencja       | Zawodniczka      | Czas    | Miejsce |
| ----------------- | ---------------- | ------- | ------- |
| Sprint            | Amanda Lightfoot | 24:48.9 | 75.     |
| Bieg pościgowy    | Amanda Lightfoot | -       | -       |
| Bieg indywidualny | Amanda Lightfoot | 54:38.1 | 71.     |
| Bieg masowy       | Amanda Lightfoot | -       | -       |

### Biegi narciarskie

#### Mężczyźni
| Konkurencja       | Zawodnik                     | Czas                      | Pozycje                   |
| ----------------- | ---------------------------- | ------------------------- | ------------------------- |
| sprint            | Andrew Musgrave              | 3:48,69                   | 29.                       |
| sprint            | Andrew Young                 | 3:40,68                   | 42.                       |
| sprint            | Callum Smith                 | 3:50,13                   | 62.                       |
| Sprint drużynowy  | Andrew Young Andrew Musgrave | Nie ukończyli konkurencji | Nie ukończyli konkurencji |
| Bieg indywidualny | Andrew Young                 | 41:29,6                   | 37.                       |
| Bieg indywidualny | Andrew Musgrave              | 42:25,7                   | 44.                       |
| Bieg indywidualny | Callum Smith                 | 44:14,7                   | 67.                       |
| Bieg łączony      | Callum Smith                 | 1:17:37,1                 | 62.                       |
| Bieg na 50 km     | Andrew Musgrave              | 1:57:08,9                 | 53.                       |

#### Kobiety
| Konkurencja       | Zawodnik          | Czas    | Pozycje |
| ----------------- | ----------------- | ------- | ------- |
| Sprint            | Rosamund Musgrave | 2:43,31 | 42.     |
| Bieg indywidualny | Rosamund Musgrave | 36:18,5 | 66.     |

### Bobsleje

#### Mężczyźni
| Osada  | Zawodnik                                                  | Konkurencja | Ślizg 1 | Ślizg 2 | Ślizg 3 | Ślizg 4                           | Łącznie | Pozycja |
| ------ | --------------------------------------------------------- | ----------- | ------- | ------- | ------- | --------------------------------- | ------- | ------- |
| GBR-I  | Lamin Deen John Baines                                    | Dwójki      | 57,54   | 57,81   | 57,38   | Nie zakwalifikowali się do ślizgu | 2:52,73 | 23.     |
| GBR-I  | John James Jackson Bruce Tasker Stuart Benson Joel Fearon | Czwórki     | 55,26   | 55,27   | 55,31   | 55,26                             | 3:41,10 | brąz    |
| GBR-II | Lamin Deen Andrew Matthews John Baines Ben Simons         | Czwórki     | 55,91   | 55,60   | 55,06   | 55,95                             | 3:43,52 | 19.     |

#### Kobiety
| Osada | Zawodnik                    | Konkurencja | Ślizg 1 | Ślizg 2 | Ślizg 3 | Ślizg 4 | Łącznie | Pozycja |
| ----- | --------------------------- | ----------- | ------- | ------- | ------- | ------- | ------- | ------- |
| GBR-I | Paula Walker Rebekah Wilson | Dwójki      | 58,36   | 58,40   | 58,88   | 58,60   | 3:54,24 | 12.     |

### Curling

#### Mężczyźni
- David Murdoch
- Greg Drummond
- Scott Andrews
- Michael Goodfellow
- Tom Brewster

| 1     | 2       | 3      | 5          | 6                 | 8     | 9      | 10       | 12  | TB       | PF      | F      |   |   |      |
| Rosja | Szwecja | Niemcy | Szwajcaria | Stany Zjednoczone | Dania | Kanada | Norwegia |     | Norwegia | Szwecja | Kanada |   |   |      |
| 7:4   | 4:8     | 7:6    | 4:2        | 5:3               | 8:6   | 5:7    | 6:7      | 5:6 | 6:5      | 6:5     | 3:9    | 7 | 5 | 2. - |

#### Kobiety
- Eve Muirhead
- Anna Sloan
- Vicki Adams
- Claire Hamilton
- Lauren Gray

| 1       | 3                 | 4      | 5   | 7       | 8                | 9          | 11    | 12    | PF     | MF         |   |   |      |
| Szwecja | Stany Zjednoczone | Kanada |     | Japonia | Korea Południowa | Szwajcaria | Rosja | Dania | Kanada | Szwajcaria |   |   |      |
| 4:6     | 12:3              | 6:9    | 8:7 | 12:3    | 10:8             | 6:8        | 9:6   | 7:8   | 4:6    | 6:5        | 6 | 5 | 3. - |

### Łyżwiarstwo figurowe
| Zawodnik                       | Konkurencja   | Program krótki | Program krótki | Program dowolny | Program dowolny | Łączna nota | Pozycja |
| Zawodnik                       | Konkurencja   | Nota           | Pozycja        | Nota            | Pozycja         | Łączna nota | Pozycja |
| ------------------------------ | ------------- | -------------- | -------------- | --------------- | --------------- | ----------- | ------- |
| Jenna McCorkell                | Solistki      | 48,34          | 25.            | Nie awansował   | Nie awansował   | 48,34       | 25.     |
| Stacey Kemp David King         | Pary sportowe | 44,98          | 19.            | Nie awansowali  | Nie awansowali  | 44,98       | 19.     |
| Penny Coomes Nicholas Buckland | pary taneczne | 59,33          | 11.            | 91,78           | 9.              | 151,11      | 10.     |

#### Drużynowo
| Konkurencja      | Zawodnik                                                                                                 | Soliści       | Soliści | Solistki      | Solistki | Pary sportowe | Pary sportowe | Pary taneczne | Pary taneczne | Wynik  | Wynik   |
| Konkurencja      | Zawodnik                                                                                                 | SP            | FS      | SP            | FS       | SP            | FS            | SD            | FD            | Punkty | Miejsce |
| ---------------- | --- | ------------- | ------- | ------------- | -------- | ------------- | ------------- | ------------- | ------------- | ------ | ------- |
| Zawody drużynowe | Matthew Parr (M) Jenna McCorkell (K) Stacey Kemp / David King (PS) Penny Coomes / Nicholas Buckland (PT) | 57,40 (2 pkt) | —       | 50,09 (1 pkt) | —        | 44,70 (1 pkt) | —             | 52,93 (4 pkt) | —             | 8      | 10.     |

### Narciarstwo alpejskie

#### Mężczyźni
| Zawodnik     | Konkurencja      | Czas 1. przejazdu | Czas 2. przejazdu | Czas łączny | Pozycje |
| ------------ | ---------------- | ----------------- | ----------------- | ----------- | ------- |
| David Ryding | Slalom specjalny | 49,40             | 56,51             | 1:45,91     | 17.     |

#### Kobiety
| Zawodniczka   | Konkurencja     | Czas 1. przejazdu | Czas 2. przejazdu              | Czas łączny                    | Pozycje                        |
| ------------- | --------------- | ----------------- | ------------------------------ | ------------------------------ | ------------------------------ |
| Chemmy Alcott | Zjazd           |                   |                                | 1:43,43                        | 19.                            |
| Chemmy Alcott | Supergigant     |                   |                                | 1:29,14                        | 23.                            |
| Chemmy Alcott | Superkombinacja | 1:44,83           | Nie stanęła na starcie slalomu | Nie stanęła na starcie slalomu | Nie stanęła na starcie slalomu |

### Narciarstwo dowolne

#### Mężczyźni
| James Woods   | Slopstyle | 87,20 | 40,00 | 87,20 | 3.  | 86,60         | 78,40         | 86,60         | 5.            |
| Murray Buchan | Halfpipe  | 58,40 | 62,40 | 62,40 | 17. | Nie awansował | Nie awansował | Nie awansował | Nie awansował |
| James Machon  | Halfpipe  | 37,40 | 52,20 | 52,20 | 23. | Nie awansował | Nie awansował | Nie awansował | Nie awansował |

#### Kobiety
| Katie Summerhayes | Slopstyle | 81,40 | 84,00 | 84,00 | 3.  | 19,40          | 70,60          | 70,60          | 7.             |
| Emma Lonsdale     | Halfpipe  | 53,80 | 53,20 | 53,80 | 18. | Nie awansowała | Nie awansowała | Nie awansowała | Nie awansowała |

### Short track

#### Mężczyźni
| Konkurencja         | Zawodnik           | Kwalifikacje | Kwalifikacje | Ćwierćfinał   | Ćwierćfinał   | Półfinał      | Półfinał      | Finał              | Finał   |
| Konkurencja         | Zawodnik           | Czas         | Miejsce      | Czas          | Miejsce       | Czas          | Miejsce       | Czas               | Miejsce |
| ------------------- | ------------------ | ------------ | ------------ | ------------- | ------------- | ------------- | ------------- | ------------------ | ------- |
| Bieg na 500 metrów  | Jack Whelbourne    | 42,513       | 4.           | Nie awansował | Nie awansował | Nie awansował | Nie awansował | Nie awansował      | 27.     |
| Bieg na 500 metrów  | Jon Eley           | 41,554       | 2.           | 41,337        | 2.            | 41,441        | 4.            | 41,870             | 7.      |
| Bieg na 1000 metrów | Jon Eley           | 1:25,748     | 4.           | Nie awansował | Nie awansował | Nie awansował | Nie awansował | Nie awansował      | 25.     |
| Bieg na 1000 metrów | Richard Shoebridge | 1:27,806     | 4.           | Nie awansował | Nie awansował | Nie awansował | Nie awansował | Nie awansował      | 27.     |
| Bieg na 1000 metrów | Jack Whelbourne    | 1:26,086     | 4.           | Nie awansował | Nie awansował | Nie awansował | Nie awansował | Nie awansował      | 21.     |
| Bieg na 1500 metrów | Jack Whelbourne    | 2:14,091     | 1.           |               |               | 2:14,635      | 2.            | Nie ukończył biegu | 7.      |

#### Kobiety
| Konkurencja         | Zawodniczka         | Kwalifikacje        | Kwalifikacje        | Ćwierćfinał | Ćwierćfinał | Półfinał           | Półfinał           | Finał              | Finał              |
| Konkurencja         | Zawodniczka         | Czas                | Miejsce             | Czas        | Miejsce     | Czas               | Miejsce            | Czas               | Miejsce            |
| ------------------- | ------------------- | ------------------- | ------------------- | ----------- | ----------- | ------------------ | ------------------ | ------------------ | ------------------ |
| Bieg na 500 metrów  | Elise Christie      | 44,775              | 1.                  | 43,402      | 2.          | 43,837             | 1.                 | Dyskwalifikacja    | 8.                 |
| Bieg na 500 metrów  | Charlotte Gilmartin | 44,440              | 2.                  | 44,279      | 4.          | Nie awansowała     | Nie awansowała     | Nie awansowała     | 16.                |
| Bieg na 1000 metrów | Elise Christie      | 1:30,588            | 1.                  | 1:30,606    | 1.          | Dyskwalifikacja    | Nie awansowała     | Nie awansowała     | 7.                 |
| Bieg na 1500 metrów | Elise Christie      | Nie ukończyła biegu | Nie ukończyła biegu |             |             | Nie sklasyfikowana | Nie sklasyfikowana | Nie sklasyfikowana | Nie sklasyfikowana |
| Bieg na 1500 metrów | Charlotte Gilmartin | 2:27,935            | 5.                  |             |             | Nie sklasyfikowana | Nie sklasyfikowana | Nie sklasyfikowana | 28.                |

### Skeleton

#### Mężczyźni
| Zawodnik        | Ślizg 1 | Ślizg 2 | Ślizg 3 | Ślizg 4 | Łącznie | Pozycja |
| --------------- | ------- | ------- | ------- | ------- | ------- | ------- |
| Kristan Bromley | 57,24   | 57,02   | 57,17   | 56,74   | 3:48,17 | 8.      |
| Dominic Parsons | 57,23   | 57,17   | 57,00   | 56,96   | 3:48,36 | 10.     |

#### Kobiety
| Zawodniczka       | Ślizg 1 | Ślizg 2 | Ślizg 3 | Ślizg 4 | Łącznie | Pozycja |
| ----------------- | ------- | ------- | ------- | ------- | ------- | ------- |
| Elizabeth Yarnold | 58,43   | 58,46   | 57,91   | 58,09   | 3:52,89 | złoto   |
| Shelley Rudman    | 59,46   | 59,33   | 58,82   | 58,86   | 3:56,47 | 16.     |

### Snowboard

#### Mężczyźni
| Konkurencja | Zawodnik          | Kwalifikacje | Kwalifikacje | Kwalifikacje | Kwalifikacje | Półfinał      | Półfinał      | Półfinał      | Półfinał      | Finał         | Finał         | Finał         | Finał   |
| Konkurencja | Zawodnik          | 1. zjazd     | 2. zjazd     | Najlepszy    | Miejsce      | 1. zjazd      | 2. zjazd      | Najlepszy     | Miejsce       | 1. zjazd      | 2. zjazd      | Najlepszy     | Miejsce |
| ----------- | ----------------- | ------------ | ------------ | ------------ | ------------ | ------------- | ------------- | ------------- | ------------- | ------------- | ------------- | ------------- | ------- |
| Halfpipe    | Ben Kilner        | 43,50        | 16,25.       | 43,50        | 16.          | Nie awansował | Nie awansował | Nie awansował | Nie awansował | Nie awansował | Nie awansował | Nie awansował | 34.     |
| Halfpipe    | Dominic Harington | 12,75        | 37,25        | 37,25        | 20.          | Nie awansował | Nie awansował | Nie awansował | Nie awansował | Nie awansował | Nie awansował | Nie awansował | 38.     |
| Slopestyle  | Jamie Nicholls    | 62,25        | 86,75        | 86,75        | 4.           |               |               |               |               | 85,50         | 46,50         | 85,50         | 6.      |
| Slopestyle  | Billy Morgan      | 76,25        | 85,50        | 85,50        | 6.           | 90,75         | 35,50         | 90,75         | 1.            | 38,00         | 39,75         | 39,75         | 10.     |

#### Kobiety
| Zawodniczka  | Konkurencja | Kwalifikacje   | Kwalifikacje   | Kwalifikacje   | Kwalifikacje | Ćwierćfinał | Ćwierćfinał | Półfinał | Półfinał | Finał | Finał   |
| ------------ | ----------- | -------------- | -------------- | -------------- | ------------ | ----------- | ----------- | -------- | -------- | ----- | ------- |
| Zawodniczka  | Konkurencja | Czas 1. zjazdu | Czas 2. zjazdu | Najlepszy czas | Miejsce      | Czas        | Miejsce     | Czas     | Miejsce  | Czas  | Miejsce |
| Zoe Gillings | Cross       | 1:24,72        | 1:23,78        | 1:23,78        | 14.          | -           | 3.          | -        | 4.       | -     | 9.      |

| Konkurencja | Zawodnik     | Kwalifikacje | Kwalifikacje | Kwalifikacje | Kwalifikacje | Półfinał | Półfinał | Półfinał  | Półfinał | Finał          | Finał          | Finał          | Finał   |
| Konkurencja | Zawodnik     | 1. zjazd     | 2. zjazd     | Najlepszy    | Miejsce      | 1. zjazd | 2. zjazd | Najlepszy | Miejsce  | 1. zjazd       | 2. zjazd       | Najlepszy      | Miejsce |
| ----------- | ------------ | ------------ | ------------ | ------------ | ------------ | -------- | -------- | --------- | -------- | -------------- | -------------- | -------------- | ------- |
| Slopestyle  | Jenny Jones  | 74,25        | 21,75        | 74,25        | 5.           | 82,25    | 83,25    | 83,25     | 3.       | 73,00          | 87,25          | 87,25          | brąz    |
| Slopestyle  | Aimee Fuller | 44,50        | 39,00        | 44,50        | 10.          | 33,75    | 33,50    | 33,50     | 9.       | Nie awansowała | Nie awansowała | Nie awansowała | 17.     |